# Luigi Lollino
Luigi Lollino, né en 1552 à Héraklion et mort le 28 mars 1625 à Belluno, est un humaniste italien, évêque de Belluno.

## Biographie
Luigi Lollino naquit en 1552, dans l’île de Candie, d’une famille originaire de Venise. À l’âge de vingt ans il se rendit en cette ville ; et, après avoir terminé ses études à l’Université de Padoue, il entra en religion.
Son érudition le mit en rapport avec les savants de son époque, entre autres avec Cesare Baronio, auquel il fournit des renseignements et des matériaux pour ses Annales ecclésiastiques. En 1595, Lollino accompagna à Rome le cardinal Agostino Valier, et fut nommé par le pape Clément VIII à l’évêché de Bellune, où il fonda une bibliothèque qu’il enrichit d’un grand nombre de manuscrits grecs. Il en donna aussi à la Bibliothèque apostolique vaticane, et reçut à cette occasion, en 1620, un bref de remerciement du pape Paul V. Lollino gouverna son diocèse avec sagesse, et mourut à Belluno en 1625.
À la connaissance de la théologie, il joignait celle de la philologie, de l’histoire, et cultivait encore la poésie et l’éloquence.

## Œuvres
- Vita Andreæ Mauroceni, imprimée à la tête de l’Histoire de Venise, de Morosini, Venise, 1623, in folio. Déjà Lollino avait publié sur la mort de cet historien une élégie intitulée : Lacrymæ in funere Andreæ Mauroceni, Padoue, 1619, in-4°.
- Præfatio iambico carmini Noctua inscripto destinata, Venise, 1625, in-4° ;
- De igne, notæ et emendationes in eam libri Moralium Aristotelis partem, in qua de bona fortuna disputatur ; animadversiones in libellum de spiritu, Aristoteli adscriptum, in-4° ;
- Episcopalium curarum characteres, Bellune, 1629, in-4°. De titulorum episcopalium diminutione, et autres opuscules.
- Epistolæ miscellaneæ, Bellune, 1642, in-4°. Dans ce recueil de lettres on trouve aussi des poésies latines et les éloges de plusieurs Vénitiens célèbres, tels que les cardinaux Pietro Bembo et Valier, les Barbaro, etc.
- Carminum libri IV, Venise, 1655, in-8°.
- Aphricani, seu Andriani Introductio in scripturas sacras. C’est une traduction du grec de l’Isagoge d’Adrien. Enfin Lollino revit et publia pour la première fois l’ouvrage de Valerianus, intitulé Contarenus, sive de litteratorum infelicitate, Venise, 1620, in-8°.